# Києво-Могилянська бізнес-школа
Ки́єво-Могиля́нська бі́знес-шко́ла [kmbs] — українська бізнес-школа, заснована 1999 року при Національному університеті «Києво-Могилянська академія».

## Історія
1999 — при академії створено Києво-Могилянську бізнес-школу [kmbs], першим деканом якої став Павло Шеремета.
2001 — запущена програми МВА для управлінців.
2002 — початок випуску власного аналітичного журналу з менеджменту.
2002 - 2007 — в kmbs проводять майстер-класи світові гуру менеджменту: Джек Траут, Чан Кім, Філіп Котлер, Іцхак Адізес.
2007 — розпочато навчання за єдиною в Україні навчальною програмою для власників бізнесу – Presidents’MBA.
2008 — стартує ще одна магістерська програма, що не має аналогів в Україні, – Master of Banking and Finance [MBAF].
2010 — деканом kmbs призначено Олександра Саврука.
Створено нову магістерську програму для менеджерів − майбутніх бізнес-лідерів − MBA in Leadership.
2011 — сформовано нову організаційну структуру − Alumni Club, що об'єднала випускників МВА-програм.
2011 — відбувається перший міжнародний тур випускників kmbs в Грузію. В наступні роки спільнота продовжила досліджувати бізнеси інших країн та України в рамках бізнес-турів.
2012 — розширено лінійку МВА-прграм та запущено першу в Україні спеціалізовану програму – AgroMBA.
2014 — школу визнано кращою бізнес-школою в рамках Міжнародного фестиваль-конкурсу “Вибір року”. У наступні роки цей статус kmbs підтверджує.
Відбувся перший міжнародний навчальний модуль kmbs у Латинській Америці. Географія міжнародних модулів kmbs охоплює чотири континенти: Азію, Європу, Південну та Північну Америку.
Kmbs ініціює розвиток кластерів в Україні та доєднується до The Competitiveness Institute.
Програма Executive MBA увійшла в ТОП-20 східної Європи, а школа отримала три пальмові гілки в світовому рейтингу.
2017  — kmbs першою від України стала членом Executive MBA Council.
Програма розвитку регіонального бізнесу –  “Develop Ukraine” розширюється на нові міста України. Стартує перша міжнародна англомовна програма AgriFoodMBA. 
2018 — kmbs видає збірку «Ще», у якій зібрані кращі виступи видатних особистостей під час Гуманітарних днів на MBA-програмах kmbs.
2018 — відбувається Alumni Reunion — подія, що збирає разом випускників Школи різних років.
2019 — 20-річчя заснування Школи.
2020 — kmbs стає учасником Глобального договору ООН. 

## Премії
Києво-Могилянська бізнес-школа є співзасновником та партнером декількох премій.
- Премія імені Юрія Шевельова – в есеїстиці[6].
- Премія імені Казимира Малевича — в мистецтві [7].
- Премія імені Георгія Ґонґадзе — в журналістиці [8].
- Премія імені Василя Стуса — митцям за особливий внесок в українську культуру та стійкість громадянської позиції [9]

## MBA програми
- Presidents' MBA [РМВА]
- Executive MBA [ЕМВА]
- Master in Banking and Finance [MBF]
- AgriFood MBA

## Програми управлінського розвитку
Програми є короткострокові та середньострокові та мають 11 напрямків:
- Стратегія
- Менеджмент
- Управління проектами
- Маркетинг
- Продажі
- Люди в організації
- Фінанси
- Теорія обмежень
- Переговори і медіація
- PR
- Сервіс

## Корпоративні програми
Розроблені під потреби компанії. Формати програм:
- програми з розвитку компетенцій
- середньострокова комплексна програма
- корпоративна МВА програма
- Learning Sprints

## Відомі випускники
Alumni-спільнота kmbs — це унікальне комьюніті випускників МВА-програм,
серед яких власники бізнесу та керівники найвищого рівня.
Alumni-kmbs мають відкриту платформу [Архівовано 24 Січня 2021 у Wayback Machine.], низку власних проєктів та соціальних ініціатив.
- Барбул Павло Олексійович

- Бесхмельниціна Ольга Миколаївна
- Білас Лідія Степанівна
- Богун Дмитро Георгійович
- Боднар Олег Омелянович
- Бойко Ярослава Юріївна
- Герман Денис Вадимович
- Глоба Богдан Сергійович
- Горган Олександр Любомирович
- Горова Ірина Анатоліївна
- Зубко Геннадій Григорович
- Євдокимов Валерій Володимирович
- Євтушенко Сергій Анатолійович
- Живицький Дмитро Олексійович
- Івченко Вадим Євгенович
- Каплуненко Юрій Володимирович
- Калінська Ірина Михайлівна
- Кіраль Сергій Іванович
- Корецький Сергій Федорович (нар. 1978) — Голова «Нафтогаз» України
- Клічук Роман Васильвич
- Лимонова Наталія Борисівна
- Магалецька Ольга Ігорівна
- Марков Борис Михайлович
- На́йда Іва́нна Анато́ліївна
- Насіковський Олександр Володимирович
- Орлова Юлія Борисівна
- Панаіотіді Світлана Миколаївна
- Пекар Валерій Олександрович
- Пермяков Андрій Георгійович
- Петров Валентин Володимирович
- Розенблат Борислав Соломонович
- Стародубцев Олександр Євгенійович
- Стебельська Христина Любомирівна
- Хазан Наталія Вікторівна
- Худо Андрій Володимирович